# Shahrestān di Ramyan
Lo shahrestān di Ramyan (farsi شهرستان رامیان) è uno dei 14 shahrestān della provincia del Golestan, in Iran. Il capoluogo è Ramyan. Lo shahrestān è suddiviso in 2 circoscrizioni (bakhsh): 
- Centrale (بخش مرکزی)
- Fenderesk (بخش فندرسک), con capoluogo Khan Bebin.